# 慈眼寺 (豊島区)
慈眼寺（じげんじ）は、東京都豊島区にある日蓮宗の寺院。

## 歴史
安土桃山時代から江戸時代初期、了現院日盛によって開山された。元々は深川六間掘猿子橋（現・江東区新大橋）にあり、1615年（元和元年）に日盛の弟子の慈眼院日遼によって寺院化した。その後、1693年（元禄6年）に本所猿江（現・江東区猿江）に移転した。
1907年（明治40年）と1910年（明治43年）の水害により壊滅的打撃を受けた。1912年（明治45年）、谷中にあった妙伝寺と合併し、現在地に移転した。

## 墓地
墓地には、下記の人物が葬られている。
- 浦里・時次郎比翼塚（『明烏夢泡雪』の登場人物）
- 小林平八郎（吉良家家老、赤穂浪士と戦い、斃れる）
- 斎藤鶴磯（儒学者）
- 司馬江漢（絵師、蘭学者）
- 芥川龍之介（小説家）
- 谷崎潤一郎（小説家）
- 菊島隆三（脚本家）
- 芥川也寸志（作曲家）

## 交通アクセス
- 新庚申塚停留場より徒歩7分。